# Etropole
Etropole (búlgaro: Етрополе) é uma cidade da Bulgária, localizada no distrito de Sófia. A sua população era de 10,828 habitantes segundo o censo de 2010.

## População
| Etropole | Etropole | Etropole | Etropole | Etropole | Etropole | Etropole | Etropole | Etropole | Etropole | Etropole | Etropole | Etropole | Etropole | Etropole | Etropole | Etropole | Etropole | Etropole | Etropole |
| --- | -------- | -------- | -------- | -------- | -------- | -------- | -------- | -------- | -------- | -------- | -------- | -------- | -------- | -------- | -------- | -------- | -------- | -------- | -------- |
| Ano | 1887     | 1910     | 1934     | 1946     | 1956     | 1965     | 1975     | 1985     | 1992     | 2001     | 2002     | 2003     | 2004     | 2005     | 2006     | 2007     | 2008     | 2009     | 2010     |
| População |          |          |          | 3,021    | 5,008    | 8,059    | 9,303    | 11,579   | 12,078   | 11,384   | 11,371   | 11,300   | 11,149   | 11,009   | 10,951   | 10,926   | 10,898   | 10,881   | 10,828   |
| Fontes: Instituto Nacional de Estatísticas, „citypopulation.de“, „pop-stat.mashke.org“, Bulgarian Academy of Sciences |          |          |          |          |          |          |          |          |          |          |          |          |          |          |          |          |          |          |          |